# Mare de Déu del Roser de Prats de Molló
La Mare de Déu del Roser de Prats de Molló és una capella de la vila de Prats de Molló, a la comuna de Prats de Molló i la Presta, de la comarca del Vallespir (Catalunya del Nord). Està situada dins d'un dels eixamples d'època moderna de Prats de Molló, el del Roser, centrat en el carrer d'aquest nom, a llevant de la vila vella.